# Kanpur Iswaria
Kanpur Iswaria fou un petit estat tributari protegit al prant de Halar, a l'agència de Kathiawar, província de Gujarat, presidència de Bombai. Tenia una superfície de 8 km² amb dos pobles, Kanpur i Iswaria, governats per tributaris separats. La població el 1881 era de 1.369 habitants. Kanpur estava situat a uns 35 km al sud-est de Rajkot i Iswaria a uns 5 km a l'oest de Kanpur. Els ingressos el 1881 s'estimaven en 500 lliures i pagava un tribut de 23 lliures al govern britànic i 14 al nawab de Junagarh.